# Octopus's Garden
"Octopus's Garden" é uma canção da banda de rock inglesa The Beatles, escrita e cantada por Ringo Starr (creditado ao seu nome verdadeiro Richard Starkey), do álbum Abbey Road de 1969. George Harrison, que ajudou Starr com a canção, comentou: "'Octopus's Garden' é uma canção de Ringo. É apenas a segunda canção que Ringo escreveu, e é adorável". Ele acrescentou que a canção penetra profundamente na consciência do ouvinte "porque é tão pacífica. Suponho que Ringo esteja escrevendo canções cósmicas hoje em dia sem nem perceber".
A ideia para "Octopus's Garden" surgiu em 1968, quando Ringo Starr, em um barco na Sardenha, experimentou lula pela primeira vez e ouviu do capitão sobre polvos construindo jardins no fundo do mar. Inspirado por essa imagem e pela vontade de escapar da tensão entre os Beatles, Starr começou a compor a música, recebendo ajuda de George Harrison para os acordes e de John Lennon na bateria, conforme registrado nos documentários Let It Be e The Beatles: Get Back. Inicialmente trabalhada nas sessões de Get Back, que se tornaria Let It Be, a música foi plenamente desenvolvida durante as gravações de Abbey Road em 1969, destacando a solidariedade de Harrison com Starr, cujas contribuições musicais frequentemente enfrentavam resistência de Lennon e McCartney.
A canção foi gravada em 26 de abril de 1969, com Ringo Starr na bateria e vocal guia, McCartney no baixo, Harrison e Lennon nas guitarras, e Chris Thomas auxiliando na produção. Após 32 tomadas, a base foi finalizada, e overdubs como vocais principais, backing vocals, piano e efeitos sonoros — incluindo bolhas sopradas por Starr — foram adicionados entre abril e julho. A música foi concluída e mixada em estéreo em 18 de julho, destacando experimentos sonoros como tremolo e rastreamento duplo nos vocais, sendo a única faixa do álbum Abbey Road mixada em mono.
Uma versão composta de "Octopus’s Garden", abrindo com os vocais de Ringo sobrepostos ao acompanhamento orquestral de "Good Night", foi incluída no álbum Love de 2006. Os Muppets de Jim Henson fizeram três versões em vídeo da música, na Vila Sésamo, episódio 19 em 1969, no The Ed Sullivan Show em março de 1970 e no The Muppet Show episódio 312 em 1978, que foi interpretado por Kermit, o Sapo, seu sobrinho Robin, o Sapo, e Miss Piggy. Oasis e Noel Gallagher adicionaram letras adaptadas de "Octopus's Garden" ao final de sua música "Whatever" durante algumas de suas apresentações ao vivo. A frase "I'd like to be/Under the sea" está no refrão de um dos lados B mais populares do Oasis, "Take Me Away". Além disso, o refrão do refrão de "Octopus's Garden" pode ser ouvido cerca de quarenta segundos do final de "The Masterplan", também do Oasis.

## Antecedentes e composição
A ideia da música surgiu quando Starr estava em um barco pertencente ao comediante Peter Sellers na Sardenha em 1968. Ele pediu fish and chips para o almoço, mas em vez de peixe ele comeu lula (era a primeira vez que ele comia lula, e ele disse: "Estava boa. Um pouco borrachuda. Tinha gosto de frango."). O capitão do barco então contou a Starr sobre como os polvos viajam pelo fundo do mar pegando pedras e objetos brilhantes com os quais constroem jardins. As composições de Starr foram ainda mais inspiradas por seu desejo de escapar da crescente hostilidade entre os Beatles; mais tarde, ele admitiria que "só queria estar no fundo do mar também". Assistência não creditada no desenvolvimento das mudanças de acordes da música foi fornecida por Harrison, que pode ser visto ajudando Starr a trabalhar a música no piano, com John Lennon mais tarde se juntando à bateria, nos documentários Let It Be (1970) e The Beatles: Get Back (2021).
A música foi trabalhada pela primeira vez por Starr e George Harrison durante as sessões de Get Back, que se tornaria Let It Be, em janeiro de 1969; talvez Harrison tenha sentido um senso de solidariedade após sentir que suas próprias composições estavam sendo descartadas como de segunda categoria por John Lennon e Paul McCartney. Embora os Beatles tenham considerado temporariamente ‘Octopus’s Garden’ como o ponto vocal de Ringo Starr no que se tornaria o álbum Let It Be, ele não foi gravado corretamente até as sessões de Abbey Road. Em janeiro de 1969, Starr trouxe os contornos de três músicas para a banda. Elas eram "Taking A Trip To Carolina", "Picasso" e "Octopus's Garden". Em 26 de janeiro, no estúdio do porão da Apple, Starr demonstrou a última música para George Harrison, George Martin e Glyn Johns.

## Estrutura musical

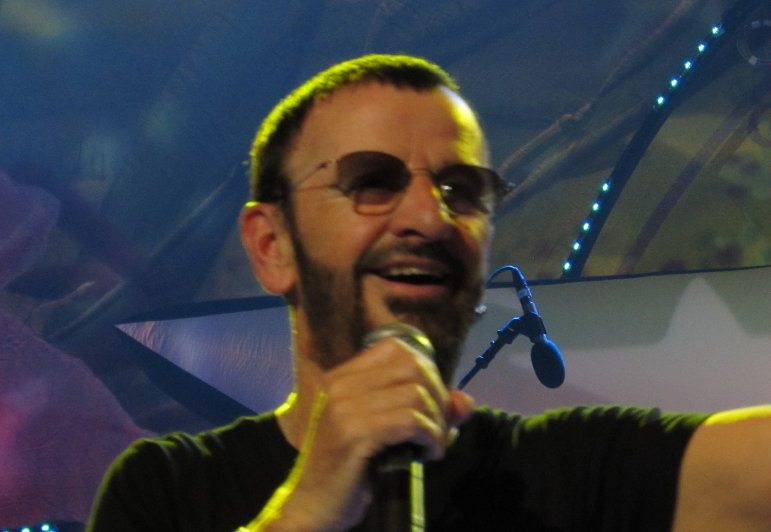
Ringo Starr, compositor da faixa, em 2011.

"Octopus's Garden" está no tom de Mi maior, seguindo o compasso de 4/4 e a forma Intro - Verso - Refrão - Verso - Refrão - Ponte - Verso - Conclusão. A faixa se destaca pelo arranjo instrumental e vocal. Ela começa com bateria, guitarra rítmica e baixo, enquanto a guitarra principal aparece apenas na introdução, no meio e no final. Nos versos, há canto alternado entre Ringo e os vocais de apoio, que evoluem para harmonias a três vozes no refrão. Um piano sutil é adicionado ao final dos versos e permanece no refrão. Melodicamente, a música usa a escala pentatônica maior de E, com momentos ocasionais do grau IV (A). Harmonicamente, é construída em grande parte sobre a progressão I - vi - IV - V, com variações pontuais na introdução, no final e em partes do verso. A simplicidade harmônica e a repetição criam uma base sólida para as melodias vocais.
A introdução é composta por quatro compassos divididos em duas frases e apresenta inicialmente uma linha melódica na guitarra baseada na pentatônica maior de E, seguida pela entrada do conjunto com a progressão harmônica I - vi - IV - V, em ritmo dobrado. Os versos, estruturados em 12 compassos com a forma AA’B (4 + 4 + 4), utilizam melodias com contornos descendentes nas frases A e um arco ascendente na frase B, que inclui o ponto mais alto da melodia (E5), enquanto o arranjo incorpora piano em colcheias e a condução de pratos de Ringo. No refrão, harmonias vocais a três vozes e uma progressão harmônica condensada (IV e V no terceiro compasso) criam contraste em relação aos versos. A ponte apresenta uma modulação para Lá maior por meio de um acorde pivô e retorna a Mi maior, preparando o encerramento. A conclusão expande o refrão final com repetições que incluem cadências enganosas, diálogos entre vocais e guitarra, além de uma conclusão que espelha a introdução ao inverter o contorno melódico, criando uma estrutura simétrica e unificada.

## Gravação

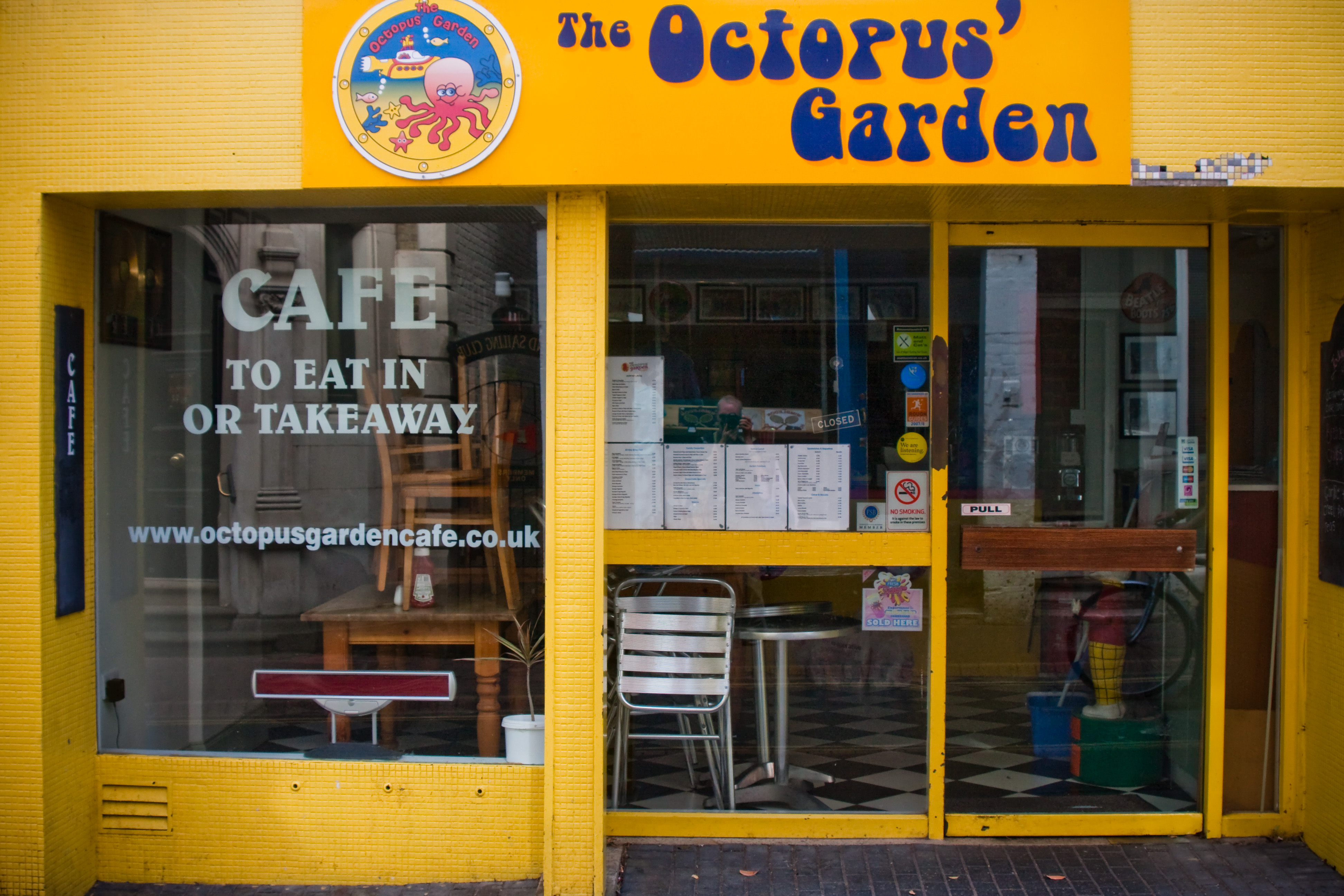
Frente do "The Octopus's Garden Cafe", no Reino Unido.

A faixa instrumental básica foi gravada em 26 de abril de 1969, com a formação dos Beatles de duas guitarras elétricas (Harrison e Lennon), baixo (McCartney) e bateria (Starr). Starr também forneceu um guia vocal temporário nesta data. (A tomada 2 da gravação, apresentando este vocal guia, Starr cantando o primeiro verso três vezes, é a faixa 14 do disco 2 do Anthology 3). Na ausência de George Martin, os próprios Beatles foram listados como produtores, com o aprendiz de Martin, Chris Thomas, presente na sala de controle para ajudar. Foram necessárias trinta e duas tomadas antes que os Beatles ficassem satisfeitos com a faixa. O take dois da música, incluindo o vocal guia de Starr, foi incluído no Anthology 3 em 1996. O arranjo estava pronto no início, incluindo as execuções de guitarra de abertura tocadas por Harrison, sugerindo que foi bem ensaiado antes da gravação. A fita de oito faixas tinha o baixo de Paul McCartney na faixa um; a bateria de Starr na segunda; a guitarra solo de Harrison na terceira; a guitarra base dedilhada de John Lennon na quarta; e os vocais guia de Starr na oitava. O take nove desta primeira sessão foi lançado em 2019 em alguns formatos da reedição do 50º aniversário de Abbey Road.
O take nove desta primeira sessão foi lançado em 2019 em alguns formatos da reedição do 50.º aniversário de Abbey Road. Em 29 de abril, Starr fez overdub de seus vocais principais, embora estes tenham sido regravados mais tarde, e McCartney adicionou uma parte de piano durante as pontes. A música foi então deixada até 17 de julho, quando McCartney adicionou uma parte de baixo, ele e Harrison contribuíram com vocais de apoio, e vários efeitos sonoros foram adicionados — incluindo o som de Starr soprando bolhas em um copo com líquido. A música foi concluída no dia seguinte, 18 de julho, quando Starr finalmente gravou seus vocais principais. Naquela data, das 20h às 22h30, "Octopus's Garden" foi mixado em estéreo na sala de controle do Studio Two. Cinco mixagens, numeradas de 10 a 14, foram feitas. Os vocais de Starr nos versos foram tratados com rastreamento duplo artificial. Sete mixagens mono também foram feitas, para propósitos desconhecidos, já que Abbey Road nunca foi considerado para lançamento mono. "Octopus's Garden" foi a única música do álbum a ser mixada em mono.
De acordo com Mark Lewisohn, os vocais de apoio de McCartney e Harrison durante o solo de guitarra foram colocados em compressores e limitadores para criar um som borbulhante. Entretanto, como o processamento dinâmico de sinais não produz tal efeito de modulação, Alan Parsons sugere que o efeito foi provavelmente obtido usando o efeito tremolo produzido por um amplificador de guitarra. A pedido de Starr, Harrison acrescentou o som de bolhas ao soprar um canudo em um copo com líquido.

## Créditos
Os músicos presentes na canção são:
- Ringo Starr – vocais, bateria, percussão, efeitos borbulhantes
- John Lennon – guitarra
- Paul McCartney – backing vocals, baixo, piano
- George Harrison – backing vocals, guitarra solo

## Certificações
| País              | Certificação | Vendas  |
| ----------------- | ------------ | ------- |
| Reino Unido (BPI) | Prata        | 200 000 |